# Coccidioides immitis
Coccidioides immitis é uma espécie de fungo da família Onygenacea. Ocorre na América do Norte, em partes do sudoeste dos Estados Unidos e norte do México. Pode ser saprófita, ocorrendo no solo em forma de hifas, ou patogênico, na forma unicelular em mamíferos, causando a coccidioidomicose.